# Atletiek op de Paralympische Zomerspelen 2000
Op de XIe Paralympische Spelen die in 2000 werden gehouden in het Australische Sydney was Atletiek een van de 19 sporten die werd beoefend. De spelen werden gehouden van 18 tot en met 29 oktober 2000.

## Disciplines
Er stonden bij de atletiek 11 disciplines op het programma.
- Estafette
- Hardlopen
- Kegelwerpen
- Discuswerpen

- Hoogspringen
- Speerwerpen
- Verspringen
- Marathon

- Vijfkamp
- Kogelstoten
- Hink-stap-springen

## Mannen

### Estafette
| Rank | Land   | Tijd  |
| ---- | ------ | ----- |
| 1    | Italië | 44.77 |
| 2    | Japan  | 44.99 |
| 3    | Spanje | 45.01 |

| Rank | Land                | Tijd  |
| ---- | ------------------- | ----- |
| 1    | Australië           | 48.24 |
| 2    | Verenigd Koninkrijk | 48.68 |
| 3    | Hongkong            | 49.49 |

| Rank | Land      | Tijd  |
| ---- | --------- | ----- |
| 1    | Australië | 43.56 |
| 2    | Frankrijk | 45.15 |
| 3    | Duitsland | 46.15 |

| Rank | Land      | Tijd  |
| ---- | --------- | ----- |
| 1    | Thailand  | 54.24 |
| 2    | Australië | 55.01 |
| 3    | Canada    | 55.22 |

| Rank | Land        | Tijd    |
| ---- | ----------- | ------- |
| 1    | Portugal    | 3:28.65 |
| 2    | Spanje      | 3:28.82 |
| 3    | Wit-Rusland | 3:33.32 |

| Rank | Land      | Tijd    |
| ---- | --------- | ------- |
| 1    | Australië | 3:48.46 |
| 2    | Frankrijk | 3:57.56 |
| 3    | Hongkong  | 4:09.60 |

| Rank | Land      | Tijd    |
| ---- | --------- | ------- |
| 1    | Australië | 3:32.44 |
| 2    | Spanje    | 3:37.88 |
| 3    | Frankrijk | 3:38.48 |

| Rank | Land      | Tijd    |
| ---- | --------- | ------- |
| 1    | Frankrijk | 3:19.99 |
| 2    | Thailand  | 3:20.03 |
| 3    | Duitsland | 3:23.58 |

### Hardlopen

#### 100 m
| Klasse | tijd  | land | Goud                  | land | Zilver             | land | Brons                |
| ------ | ----- | ---- | --------------------- | ---- | ------------------ | ---- | -------------------- |
| T11    | 11.69 | ITA  | Lorenyo Ricci         | CZE  | Petr Novak         | UKR  | Oleksandr Ivanyukhin |
| T12    | 11.27 | CHN  | Qiang Li              | UKR  | Igor Pashchenko    | POR  | Gabriel Potra        |
| T13    | 11.36 | RSA  | Nathan Meyer          | BRA  | Andre Andrade      | ITA  | Aldo Manganaro       |
| T20    | 10.85 | ESP  | Jose Antonio Exposito | ESP  | Juan Lopez         | AUS  | Andrew Newell        |
| T34    | 16.38 | USA  | Ross Davis            | CAN  | Jason Lachance     | JPN  | Kazuya Maeba         |
| T35    | 13.46 | GBR  | Lloyd Upsdell         | UKR  | Roman Dzyuba       | GBR  | Richard White        |
| T36    | 12.58 | HKG  | Wa Wai So             | UKR  | Serhiy Norenko     | UKR  | Andriy Zhyltsov      |
| T37    | 11.99 | ALG  | Mohamed Allek         | GER  | Peter Haber        | NZL  | Matt Slade           |
| T38    | 11.56 | AUS  | Timothy Sullivan      | RUS  | Mikhail Popov      | GBR  | Stephen Payton       |
| T42    | 12.61 | CAN  | Earle Connor          | SUI  | Lukas Christen     | UKR  | Andriy Danylov       |
| T44    | 11.09 | USA  | Marlon Shirley        | USA  | Brian Frasure      | AUS  | Neil Fuller          |
| T46    | 11.13 | ZIM  | Elliot Mujaji         | CHN  | Haichen Liang      | AUS  | Tim Matthews         |
| T52    | 17.82 | USA  | Paul Nitz             | MEX  | Salvador Hernandez | CAN  | Andre Beaudoin       |
| T53    | 15.59 | AUS  | John Lindsay          | THA  | Sopa Intasen       | KUW  | Hamad Aladwani       |
| T54    | 14.46 | AUS  | Geoff Trappett        | SWE  | Hakan Ericsson     | GBR  | David Holding        |

#### 200 m
| Klasse | tijd  | land | Goud                  | land | Zilver              | land | Brons                      |
| ------ | ----- | ---- | --------------------- | ---- | ------------------- | ---- | -------------------------- |
| T11    | 24.14 | ESP  | Enrique Sanchez-Guijo | POR  | Firmino Baptista    | ESP  | Julio Requena              |
| T12    | 22.57 | POR  | Gabriel Potra         | CHN  | Qiang Li            | UKR  | Igor Pashchenko            |
| T13    | 22.42 | RSA  | Nathan Meyer          | BRA  | Andre Andrade       | VEN  | Ricardo Santana            |
| T34    | 29.17 | CAN  | Jason Lachance        | JPN  | Tomonobu Furukawa   | USA  | David Larson               |
| T35    | 27.17 | GBR  | Lloyd Upsdell         | UKR  | Roman Dzyuba        | GBR  | Richard White              |
| T36    | 25.62 | HKG  | Wa Wai So             | UKR  | Serhiy Norenko      | UAE  | Ahmed Saif Zaal Abu Muhair |
| T37    | 24.39 | ALG  | Mohamed Allek         | NZL  | Matt Slade          | EGY  | Ahmed Hassan Mahmoud       |
| T38    | 23.37 | AUS  | Timothy Sullivan      | RUS  | Mikhail Popov       | GBR  | Stephen Payton             |
| T42    | 26.85 | SUI  | Lukas Christen        | CAN  | Earle Connor        | UKR  | Andriy Danylov             |
| T44    | 22.78 | AUS  | Neil Fuller           | USA  | Roderick Green      | GER  | Marcus Ehm                 |
| T46    | 22.02 | FRA  | Sebastien Barc        | AUS  | Heath Francis       | AUS  | Tim Matthews               |
| T51    | 43.92 | USA  | Bart Dodson           | NOR  | Mikkel Gaarder      | ITA  | Alvise de Vidi             |
| T52    | 33.35 | MEX  | Salvador Hernandez    | CAN  | Andre Beaudoin      | CAN  | Dean Bergeron              |
| T53    | 27.88 | FRA  | Pierre Fairbank       | USA  | Christopher Waddell | AUS  | John Lindsay               |
| T54    | 25.01 | THA  | Supachai Koysub       | FRA  | Claude Issorat      | SWE  | Hakan Ericsson             |

#### 400 m
| Klasse | tijd    | land | Goud               | land | Zilver                      | land | Brons            |
| ------ | ------- | ---- | ------------------ | ---- | --------------------------- | ---- | ---------------- |
| T11    | 52.46   | POR  | Carlos Lopes       | ESP  | Luis Bullido                | FRA  | Aladji Ba        |
| T12    | 50.00   | CHN  | Qiang Li           | POL  | Daniel Wozniak              | BLR  | Oleg Chepel      |
| T13    | 50.64   | USA  | Royal Mitchell     | RSA  | Riaan Liebenberg            | POR  | Jose Alves       |
| T20    | 48.70   | ESP  | Juan Lopez         | GBR  | Allan Stuart                | AUS  | Andrew Newell    |
| T34    | 54.17   | JPN  | Kazuya Maeba       | CAN  | Jason Lachance              | USA  | Ross Davis       |
| T36    | 57.58   | HKG  | Wa Wai So          | UAE  | Ahmed Saif Zaal Abu Muhair  | UKR  | Serhiy Norenko   |
| T37    | 54.66   | ALG  | Mohamed Allek      | EGY  | Ahmed Hassan Mahmoud        | FRA  | Lamouri Rahmouni |
| T38    | 50.30   | AUS  | Timothy Sullivan   | GBR  | Stephen Payton              | RSA  | Malcolm Pringle  |
| T44    | 52.26   | AUS  | Neil Fuller        | GER  | Marcus Ehm                  | USA  | Roderick Green   |
| T46    | 50.16   | AUS  | Heath Francis      | BRA  | Antonio Souza               | GBR  | Danny Crates     |
| T51    | 1:25.65 | AUS  | Fabian Blattman    | ITA  | Alvise de Vidi              | USA  | Bart Dodson      |
| T52    | 1:04.29 | MEX  | Salvador Hernandez | UAE  | Naseib Obaid Sebait Araidat | CAN  | Dean Bergeron    |
| T53    | 51.38   | KOR  | Jung Hoon Moon     | FRA  | Pierre Fairbank             | FRA  | Charles Tolle    |
| T54    | 48.58   | FRA  | Claude Issorat     | CAN  | Jeffrey Adams               | RSA  | Ernst van Dyk    |

#### 800 m
| Klasse | tijd    | land | Goud                  | land | Zilver             | land | Brons                  |
| ------ | ------- | ---- | --------------------- | ---- | ------------------ | ---- | ---------------------- |
| T12    | 1:56.43 | ESP  | Cesar Carlavilla      | ESP  | Abel Avila         | CIV  | Paul Fernand Kra Koffi |
| T13    | 1:55.66 | TUN  | Maher Bouallegue      | NZL  | Tim Prendergast    | CAN  | Stuart McGregor        |
| T36    | 2:19.21 | ESP  | Ivan Hompanera        | KOR  | Yong Jin Choi      | UKR  | Danylo Seredin         |
| T38    | 2:00.35 | RSA  | Malcolm Pringle       | RUS  | Valeriy Stepanskoy | GBR  | Stephen Cooper         |
| T44    | 2:08.79 | USA  | Danny Andrews         | MEX  | Gilberto Alavez    | USA  | Joseph LeMar           |
| T46    | 1:58.36 | CIV  | Oumar Basakoulba Kone | POR  | Jose Monteiro      | ESP  | Jose Fernandez         |
| T51    | 2:53.74 | ITA  | Alvise de Vidi        | SWE  | Tim Johansson      | AUS  | Fabian Blattman        |
| T52    | 2:08.91 | AUS  | Greg Smith            | CAN  | Richard Reelie     | ESP  | Santiago Sanz          |
| T53    | 1:44.01 | SUI  | Heinz Frei            | JPN  | Jun Hiromichi      | FRA  | Pierre Fairbank        |
| T54    | 1:38.22 | CAN  | Jeffrey Adams         | AUS  | Kurt Fearnley      | MEX  | Saul Mendoza           |

#### 1500 m
| Klasse | tijd    | land | Goud                    | land | Zilver            | land | Brons                 |
| ------ | ------- | ---- | ----------------------- | ---- | ----------------- | ---- | --------------------- |
| T11    | 4:10.13 | POR  | Paulo de Almeida Coelho | CAN  | Jason Dunkerley   | ESP  | Pedro Delgado         |
| T12    | 4:13.60 | ESP  | Cesar Carlavilla        | GBR  | Darren Westlake   | ESP  | Oscar Serrano         |
| T13    | 3:56.97 | TUN  | Maher Bouallegue        | NZL  | Tim Prendergast   | PAN  | Said Gomez            |
| T20    | 3:57.23 | AUS  | Paul Mitchell           | UKR  | Ihor Bodnar       | POL  | Tadeusz Chudzynski    |
| T36    | 4:50.30 | KOR  | Yong Jin Choi           | UKR  | Danylo Seredin    | ESP  | Jesus Gonzalez        |
| T37    | 4:27.12 | POL  | Andrzej Wrobel          | USA  | Dana Zimmerman    | BEL  | Benny Govaerts        |
| T46    | 3:58.25 | USA  | Robert De Friese Evans  | FRA  | Emmanuel Lacroix  | CHN  | Yanjian Wu            |
| T51    | 5:13.43 | ITA  | Alvise de Vidi          | AUS  | Fabian Blattman   | SUI  | Giuseppe Forni        |
| T52    | 4:05.93 | AUS  | Greg Smith              | SWE  | Per Vesterlund    | AUT  | Christoph Etzlstorfer |
| T54    | 3:10.98 | CAN  | Jeffrey Adams           | SUI  | Franz Nietlispach | GER  | Robert Figl           |

#### 5000 m
| Klasse | tijd     | land | Goud                   | land | Zilver           | land | Brons              |
| ------ | -------- | ---- | ---------------------- | ---- | ---------------- | ---- | ------------------ |
| T11    | 15:46.29 | KEN  | Henry Wanyoike         | GBR  | Robert Matthews  | MEX  | Ledezma, Nicolas   |
| T12    | 14:56.47 | GBR  | Noel Thatcher          | MEX  | Moises Beristain | CUB  | Diosmany Santana   |
| T13    | 15:15.13 | TUN  | Maher Bouallegue       | PAN  | Said Gomez       | LTU  | Kestutis Bartkenas |
| T38    | 16:53.19 | ESP  | Ivan Hompanera         | BEL  | Benny Govaerts   | CZE  | Ales Svehlik       |
| T46    | 14:39.15 | USA  | Robert De Friese Evans | ESP  | Javier Conde     | CHN  | Yanjian Wu         |
| T52    | 13:46.59 | AUS  | Greg Smith             | ESP  | Santiago Sanz    | CAN  | Richard Reelie     |
| T54    | 10:54.99 | THA  | Prawat Wahoram         | RUS  | Alexei Ivanov    | CAN  | Jeffrey Adams      |

#### 10.000 m
| Klasse | tijd     | land | Goud             | land | Zilver                 | land | Brons         |
| ------ | -------- | ---- | ---------------- | ---- | ---------------------- | ---- | ------------- |
| T11    | 35:23.07 | GBR  | Robert Matthews  | POR  | Carlos Amaral Ferreira | USA  | Tim Willis    |
| T12    | 32:02.77 | MEX  | Moises Beristain | CUB  | Diosmany Santana       | GBR  | Noel Thatcher |
| T54    | 21:05.23 | THA  | Prawat Wahoram   | SUI  | Franz Nietlispach      | SUI  | Heinz Frei    |

### Kegelwerpen
| Klasse | Afstand | land | Goud           | land | Zilver         | land | Brons       |
| ------ | ------- | ---- | -------------- | ---- | -------------- | ---- | ----------- |
| F51    | 27.74   | GBR  | Stephen Miller | JPN  | Takefumi Anryo | BRN  | Ahmed Kamal |

### Discuswerpen
| Klasse | Afstand | land | Goud                    | land | Zilver              | land | Brons                |
| ------ | ------- | ---- | ----------------------- | ---- | ------------------- | ---- | -------------------- |
| F11    | 42.19   | ESP  | Alfonso Fidalgo         | ARG  | Jorge Godoy         | AUT  | Willibald Monschein  |
| F12    | 46.55   | AUS  | Russell Short           | LTU  | Rolandas Urbonas    | BLR  | Yury Buchkou         |
| F13    | 53.61   | UKR  | Oleksandr Yasynovyy     | CHN  | Hai Tao Sun         | CAN  | France Gagne         |
| F33    | 26.71   | GBR  | Christopher Martin      | CZE  | Roman Musil         | USA  | Jeffrey Lauterbach   |
| F34    | 34.97   | AUS  | Stephen Eaton           | GER  | Andreas Mueller     | GBR  | Daniel West          |
| F35    | 39.67   | FRA  | Thierry Cibone          | CAN  | Kyle Pettey         | GBR  | Paul Williams        |
| F36    | 32.97   | CZE  | Milan Kubala            | NED  | Willem Noorduin     | IRI  | Hossein Bargh        |
| F37    | 44.63   | POL  | Robert Chyra            | EGY  | Tarek Hussein       | BRA  | Anderson Santos      |
| F38    | 39.57   | CAN  | James Shaw              | CZE  | Roman Kolek         | AUS  | Brian Harvey         |
| F42    | 47.08   | RSA  | Fanie Lombaard          | BEL  | Gino De Keersmaeker | BLR  | Viktar Khilmonchyk   |
| F44    | 47.96   | USA  | Shawn Brown             | GBR  | Daniel Greaves      | FRA  | Lutovico Halagahu    |
| F51    | 16.05   | IRL  | Tom Leahy               | BRN  | Ayman Al Heddi      | GBR  | Stephen Miller       |
| F52    | 17.79   | IRI  | Ghader Modabber Raz     | ARG  | Horacio Bascioni    | LAT  | Aigars Apinis        |
| F53    | 18.92   | IRI  | Abdolreza Jokar         | KUW  | Atef Al-Dousari     | USA  | Gabriel Diaz de Leon |
| F54    | 27.23   | IRI  | Mokhtar Nourafshan      | CZE  | Frantisek Purgl     | CUB  | Gustavo Ariosa       |
| F55    | 34.38   | CZE  | Martin Nemec            | CAN  | Jacques Martin      | GRE  | Symeon Paltsanitidis |
| F56    | 37.36   | IRI  | Mohammad Sadeghimehryar | IRI  | Darush Namavar      | USA  | Joseph Christmas     |
| F57    | 45.05   | IRI  | Aref Khosravinia        | EGY  | Ibrahim Ali         | EGY  | Hossam Abd Ellatif   |
| F58    | 53.82   | EGY  | Mahmoud Elatar          | EGY  | Metawa Abou Elkhair | TUN  | Tahar Lachheb        |

### Hoogspringen
| Klasse | Hoogte | land | Goud             | land | Zilver                | land | Brons          |
| ------ | ------ | ---- | ---------------- | ---- | --------------------- | ---- | -------------- |
| F12    | 2.02   | BLR  | Ruslan Sivitski  | POL  | Leszek Reut           | BLR  | Oleg Chepel    |
| F20    | 1.93   | TUN  | Wissam Ben Bahri | GRE  | Parashos Stogiannidis | RSA  | Hein Seyerling |
| F42    | 1.87   | CHN  | Bin Hou          | CHN  | Wei Zhong Guo         | GER  | Gunther Belitz |
| F46    | 1.93   | CHN  | Yancong Wu       | USA  | Marlon Shirley        | RSA  | David Roos     |

### Speerwerpen
| Klasse | Afstand | land | Goud                         | land | Zilver                   | land | Brons                 |
| ------ | ------- | ---- | ---------------------------- | ---- | ------------------------ | ---- | --------------------- |
| F11    | 44.64   | GER  | Siegmund Hegeholz            | GER  | Rayk Haucke              | JPN  | Mineho Ozaki          |
| F12    | 53.77   | POL  | Miroslaw Pych                | BLR  | Aliaksandr Tryputs       | GBR  | Heindrich Swanepol    |
| F13    | 57.28   | TPE  | Chih Chung Chiang            | CAN  | France Gagne             | CHN  | Hai Tao Sun           |
| F20    | 52.50   | AUS  | Anton Flavel                 | MEX  | Jesus Lucero             | GRE  | Parashos Stogiannidis |
| F33    | 23.44   | CZE  | Roman Musil                  | GBR  | Christopher Martin       | KUW  | Ahmad Makhseed        |
| F35    | 43.25   | FRA  | Thierry Cibone               | UKR  | Sergiy Kolos             | GBR  | Paul Williams         |
| F37    | 43.84   | GBR  | Kenneth Churchill            | RSA  | Kobus Jonker             | POL  | Jacek Przebierala     |
| F42    | 51.38   | DEN  | Jakob Mathiasen              | RSA  | Fanie Lombaard           | IRI  | Vahab Saalabi         |
| F44    | 54.89   | NZL  | John Dowall                  | CHN  | Si Lao Ha                | GER  | Joerg Frischmann      |
| F46    | 51.87   | GER  | Sven Solbrig                 | CHN  | Dai Chen Wang            | GER  | Joerg Schiedek        |
| F52    | 16.19   | NZL  | David MacCalman              | UAE  | Humaid Hassan Murad Eisa | IRI  | Ghader Modabber Raz   |
| F53    | 19.34   | MEX  | Adrian Paz                   | MEX  | Mauro Maximo             | IRI  | Abdolreza Jokar       |
| F54    | 25.44   | IRI  | Avaz Azmoodeh                | CUB  | Gustavo Ariosa           | FIN  | Rauno Saunavaara      |
| F55    | 30.37   | DEN  | Thomas Bradal                | FIN  | Mikael Saleva            | SLO  | Janez Roskar          |
| F56    | 32.66   | DEN  | Rene Nielsen                 | CZE  | Josef Stiak              | USA  | Joseph Christmas      |
| F57    | 38.64   | IRI  | Mohammad Reza Mirzaei Jaberi | CZE  | Rostislav Pohlmann       | EGY  | Ibrahim Ali           |
| F58    | 49.92   | EGY  | Mahmoud Elatar               | EGY  | El Sayed Moussa          | EGY  | Hany Elbehiry         |

### Verspringen
| Klasse | Afstand | land | Goud                  | land | Zilver                | land | Brons                 |
| ------ | ------- | ---- | --------------------- | ---- | --------------------- | ---- | --------------------- |
| F11    | 6.11    | GRE  | Athanasios Barakas    | ESP  | Jose Manuel Rodriguez | CHN  | Duan Li               |
| F12    | 6.92    | FRA  | Stephane Bozzolo      | UKR  | Igor Gorbenko         | GER  | Joerg Trippen-Hilgers |
| F13    | 6.80    | CUB  | Enrique Cepeda        | UKR  | Ivan Kytsenko         | LAT  | Armands Lizbovskis    |
| F20    | 7.00    | ESP  | Jose Antonio Exposito | TUN  | Wissam Ben Bahri      | HUN  | Sandor Ponyori        |
| F37    | 5.73    | TUN  | Fares Hamdi           | RSA  | Jaco Janse van Vuuren | GER  | Rene Schramm          |
| F42    | 5.57    | SUI  | Lukas Christen        | USA  | John Register         | SWE  | Victor Goeransson     |
| F44    | 6.19    | SUI  | Urs Kolly             | FRA  | Franck Barre          | USA  | Roderick Green        |
| F46    | 7.03    | CHN  | Hongwei Zhang         | UKR  | Anton Skachkov        | ISR  | Yogev Kenzi           |

### Marathon
| Klasse | tijd    | land | Goud                   | land | Zilver                | land | Brons                |
| ------ | ------- | ---- | ---------------------- | ---- | --------------------- | ---- | -------------------- |
| T11    | 2:38.27 | POR  | Carlos Amaral Ferreira | GBR  | Robert Matthews       | ITA  | Carlos Durante       |
| T12    | 2:33.11 | POL  | Waldemar Kikolski      | GBR  | Stephen Brunt         | MEX  | Moises Beristain     |
| T13    | 2:35.01 | RUS  | Ildar Pomykalov        | SVK  | Anton Sluka           | AUS  | Roy Daniell          |
| T46    | 2:32.02 | ITA  | Javier Conde           | GBR  | Mark Brown            | USA  | Michael Keohane      |
| T51    | 2:47.34 | ITA  | Alvise de Vidi         | GER  | Heinrichl Koeberle    | GER  | Thorsten Oppold      |
| T52    | 2:03.12 | CAN  | Clayton Gerein         | AUT  | Christoph Etzlstorfer | AUT  | Thomas Geierspichler |
| T54    | 1:24.55 | SUI  | Franz Nietlispach      | RSA  | Krige Schabort        | SUI  | Heinz Frei           |

### Vijfkamp
| Klasse | Punten | land | Goud                | land | Zilver               | land | Brons          |
| ------ | ------ | ---- | ------------------- | ---- | -------------------- | ---- | -------------- |
| P11    | 2627   | RUS  | Sergey Sevostianov  | UKR  | Oleksandr Ivanyukhin | GER  | Rayk Haucke    |
| P12    | 3307   | POL  | Miroslaw Pych       | FRA  | Stephane Bozzolo     | UKR  | Vadym Kalmykov |
| P13    | 2981   | BEL  | Kurt Van Raefelghem | AUS  | Lee Cox              | SVK  | Norbert Holik  |
| P42    | 5792   | RSA  | Fanie Lombaard      | DEN  | Jakob Mathiasen      | GER  | Horst Beyer    |
| P44    | 4966   | SUI  | Urs Kolly           | USA  | Thomas Bourgeois     | AUS  | Don Elgin      |
| P53    | 4195   | NZL  | David MacCalman     | ITA  | Paolo D'Agostini     | NZL  | Peter Martin   |
| P58    | 5014   | TUN  | Ali Ghribi          | USA  | Robert Balk          | DEN  | Rene Nielsen   |

### Kogelstoten
| Klasse | Afstand | land | Goud                    | land | Zilver               | land | Brons                  |
| ------ | ------- | ---- | ----------------------- | ---- | -------------------- | ---- | ---------------------- |
| F11    | 15.26   | ESP  | David Casinos           | ESP  | Alfonso Fidalgo      | AUT  | Willibald Monschein    |
| F12    | 15.20   | AUS  | Russell Short           | ESP  | Inigo Garcia         | BLR  | Yury Buchkou           |
| F13    | 16.46   | CHN  | Hai Tao Sun             | UKR  | Oleksandr Yasynovyy  | GBR  | Jonathan Ward          |
| F20    | 13.10   | POL  | Krzysztof Kaczmarek     | TUN  | Mohamed Ali Fatnassi | AUS  | Murray Goldfinch       |
| F33    | 9.67    | CZE  | Roman Musil             | GRE  | Evangelos Bakolas    | KUW  | Ahmad Makhseed         |
| F35    | 12.27   | FRA  | Thierry Cibone          | CAN  | Kyle Pettey          | GBR  | Paul Williams          |
| F36    | 11.98   | AUT  | Wolfgang Dubin          | NED  | Willem Noorduin      | BEL  | Alex Hermans           |
| F37    | 12.50   | RSA  | Gert van der Merwe      | SLO  | Franjo Izlakar       | IRI  | Abbas Mohseni          |
| F42    | 12.17   | RSA  | Fanie Lombaard          | BLR  | Viktar Khilmonchyk   | BEL  | Thierry Daubresse      |
| F44    | 14.44   | FRA  | Lutovico Halagahu       | NZL  | John Dowall          | GER  | Joerg Frischmann       |
| F52    | 7.63    | IRI  | Ghader Modabber Raz     | USA  | Douglas Heir         | LAT  | Aigars Apinis          |
| F53    | 7.59    | NZL  | Peter Martin            | MEX  | Mauro Maximo         | PLE  | Husam Azzam            |
| F54    | 8.96    | IRI  | Mokhtar Nourafshan      | AUS  | Bruce Wallrodt       | ESP  | Francisco Jesus Mendez |
| F55    | 10.00   | GRE  | Stefanos Anargyrou      | CZE  | Martin Nemec         | GER  | Ulrich Iser            |
| F56    | 11.49   | POL  | Krzysztof Smorszczewski | DEN  | Rene Nielsen         | GER  | Gerhard Wies           |
| F57    | 12.81   | RSA  | Michael Louwrens        | ITA  | Maurizio Nalin       | PUR  | Alexis Pizarro         |
| F58    | 14.77   | EGY  | Ibrahim Mahmoud Allam   | EGY  | Hany Elbehiry        | KUW  | Majed Al-Mutairi       |

### Hink-stap-springen
| Klasse | Afstand | land | Goud                  | land | Zilver          | land | Brons            |
| ------ | ------- | ---- | --------------------- | ---- | --------------- | ---- | ---------------- |
| F11    | 12.38   | ESP  | Jose Manuel Rodriguez | CHN  | Duan Li         | BLR  | Viktar Zhukouski |
| F12    | 14.16   | CHN  | Wentao Huang          | BLR  | Ruslan Sivitski | UKR  | Igor Gorbenko    |
| F46    | 14.18   | CHN  | Hongwei Zhang         | UKR  | Anton Skachkov  | ESP  | Ruben Alvarez    |

## Vrouwen

### Hardlopen

#### 100 m
| Klasse | tijd  | land | Goud                | land | Zilver                  | land | Brons                |
| ------ | ----- | ---- | ------------------- | ---- | ----------------------- | ---- | -------------------- |
| T12    | 12.46 | BRA  | Adria Santos        | ESP  | Purificacion Santamarta | ESP  | Beatriz Mendoza      |
| T20    | 12.42 | POL  | Malgorzata Kleemann | AUS  | Lisa Llorens            | ARG  | Elisabel Delgado     |
| T34    | 20.03 | JPN  | Noriko Arai         | AUS  | Rebecca Feldman         | GBR  | Deborah Brennan      |
| T36    | 15.73 | GBR  | Hazel Robson        | GBR  | Caroline Innes          | HKG  | Chun Lai Yu          |
| T37    | 13.88 | AUS  | Lisa McIntosh       | GER  | Isabelle Foerder        | KEN  | Evelyne Khatsembula  |
| T38    | 13.94 | AUS  | Alison Quinn        | AUS  | Katrina Webb            | UKR  | Inna Dyachenko       |
| T44    | 13.97 | USA  | Shea Cowart         | GER  | Sabine Wagner           | CHN  | Juan Wang            |
| T46    | 12.67 | AUS  | Amy Winters         | POL  | Anna Szymul             | BLR  | Iryna Leantsiuk      |
| T52    | 23.16 | SUI  | Ursina Greuter      | CAN  | Lisa Franks             | FRA  | Florence Gossiaux    |
| T53    | 17.29 | GBR  | Tanni Grey-Thompson | USA  | Cheri Blauwet           | ITA  | Francesca Porcellato |
| T54    | 16.59 | USA  | Cheri Becerra       | CAN  | Chantal Petitclerc      | GER  | Yvonne Sehmisch      |

#### 200 m
| Klasse | tijd  | land | Goud                 | land | Zilver             | land | Brons           |
| ------ | ----- | ---- | -------------------- | ---- | ------------------ | ---- | --------------- |
| T11    | 24.99 | BRA  | Adria Santos         | ITA  | Maria Ligorio      | GBR  | Tracey Hinton   |
| T12    | 25.38 | BLR  | Volha Shuliakouskaya | ESP  | Beatriz Mendoza    | RUS  | Elena Zhdanova  |
| T20    | 26.08 | AUS  | Lisa Llorens         | AUS  | Sharon Rackham     | CAN  | Tracey Melesko  |
| T34    | 33.87 | GBR  | Deborah Brennan      | JPN  | Noriko Arai        | AUS  | Rebecca Feldman |
| T36    | 32.90 | GBR  | Caroline Innes       | GRE  | Eleni Samaritaki   | HKG  | Chun Lai Yu     |
| T38    | 28.54 | AUS  | Lisa McIntosh        | AUS  | Alison Quinn       | AUS  | Katrina Webb    |
| T44    | 28.52 | USA  | Shea Cowart          | GER  | Sabine Wagner      | CHN  | Juan Wang       |
| T46    | 25.86 | AUS  | Amy Winters          | RUS  | Lioubov Vassilieva | POL  | Anna Szymul     |
| T52    | 41.15 | CAN  | Lisa Franks          | JPN  | Teruyo Tanaka      | JPN  | Miki Yoda       |
| T53    | 30.88 | GBR  | Tanni Grey-Thompson  | SWE  | Madeleine Nordlund | USA  | Cheri Blauwet   |
| T54    | 29.17 | CAN  | Chantal Petitclerc   | USA  | Cheri Becerra      | GER  | Yvonne Sehmisch |

#### 400 m
| Klasse | tijd    | land | Goud                    | land | Zilver             | land | Brons            |
| ------ | ------- | ---- | ----------------------- | ---- | ------------------ | ---- | ---------------- |
| T11    | 56.83   | ESP  | Purificacion Santamarta | BRA  | Adria Santos       | GBR  | Tracey Hinton    |
| T34    | 1:13.81 | AUS  | Rebecca Feldman         | IRL  | Mary Rice          | CAN  | Caitlin Renneson |
| T36    | 1:16.65 | GBR  | Caroline Innes          | GRE  | Eleni Samaritaki   | HKG  | Chun Lai Yu      |
| T38    | 1:04.79 | AUS  | Lisa McIntosh           | AUS  | Katrina Webb       | POR  | Maria Fernandes  |
| T46    | 56.48   | RUS  | Lioubov Vassilieva      | POL  | Anna Szymul        | AUS  | Amy Winters      |
| T52    | 1:16.26 | CAN  | Lisa Franks             | SUI  | Ursina Greuter     | JPN  | Miki Yoda        |
| T53    | 58.74   | GBR  | Tanni Grey-Thompson     | SWE  | Madeleine Nordlund | USA  | Cheri Blauwet    |
| T54    | 55.29   | USA  | Cheri Becerra           | CAN  | Chantal Petitclerc | SWE  | Sofia Dettmann   |

#### 800 m
| Klasse | tijd    | land | Goud                | land | Zilver         | land | Brons             |
| ------ | ------- | ---- | ------------------- | ---- | -------------- | ---- | ----------------- |
| T12    | 2:19.32 | RUS  | Rima Batalova       | GBR  | Tracey Hinton  | RUS  | Victoria Chernova |
| T20    | 2:08.40 | POL  | Barbara Bieganowska | POL  | Arleta Meloch  | AUS  | Trish Flavel      |
| T52    | 2:29.13 | CAN  | Lisa Franks         | JPN  | Teruyo Tanaka  | SUI  | Ursina Greuter    |
| T53    | 2:01.33 | GBR  | Tanni Grey-Thompson | USA  | Jessica Galli  | USA  | Cheri Blauwet     |
| T54    | 1:54.39 | CAN  | Chantal Petitclerc  | AUS  | Louise Sauvage | MEX  | Ariadne Hernandez |

#### 1500 m
| Klasse | tijd    | land | Goud           | land | Zilver        | land | Brons             |
| ------ | ------- | ---- | -------------- | ---- | ------------- | ---- | ----------------- |
| T12    | 4:49.64 | RUS  | Rima Batalova  | GER  | Claudia Meier | USA  | Pamela McGonigle  |
| T52    | 4:41.64 | CAN  | Lisa Franks    | JPN  | Teruyo Tanaka | FRA  | Anna Tavano       |
| T54    | 3:48.52 | AUS  | Louise Sauvage | USA  | Jean Driscoll | MEX  | Ariadne Hernandez |

#### 5000 m
| Klasse | tijd     | land | Goud           | land | Zilver            | land | Brons             |
| ------ | -------- | ---- | -------------- | ---- | ----------------- | ---- | ----------------- |
| T12    | 17:52.42 | RUS  | Rima Batalova  | GER  | Claudia Meier     | RUS  | Victoria Chernova |
| T54    | 12:46.26 | AUS  | Louise Sauvage | MEX  | Ariadne Hernandez | USA  | Jean Driscoll     |

### Discuswerpen
| Klasse | Afstand | Punten | land | Goud                    | land | Zilver              | land | Brons               |
| ------ | ------- | ------ | ---- | ----------------------- | ---- | ------------------- | ---- | ------------------- |
| F12    | 42.19   |        | CHN  | Hong Yan Xu             | USA  | Lisa Banta          | AUS  | Jodi Willis-Roberts |
| F13    | 44.67   |        | CUB  | Liudys Masso            | BLR  | Tamara Sivakova     | USA  | Asya Miller         |
| F33-34 | 19.66   | 1235   | GBR  | Christopher Martin      | CZE  | Roman Musil         | USA  | Jeffrey Lauterbach  |
| F37    | 20.19   |        | RSA  | Christelle Bosker       | CZE  | Vladimira Bujarkova | RSA  | Jane Mandean        |
| F46    | 39.95   |        | CHN  | Hong Ping Wu            | USA  | Jennifer Barrett    | GER  | Britta Jaenicke     |
| F51-54 | 13.19   | 1583   | CZE  | Martina Kniezkova       | RSA  | Zanele Situ         | MEX  | Dora Garcia         |
| F58    | 31.58   |        | BRA  | Roseane Santos Ferreira | TUN  | Khadija Jaballah    | EGY  | Karima Feleifal     |

### Hoogspringen
| Klasse | Hoogte | land | Goud         | land | Zilver       | land | Brons      |
| ------ | ------ | ---- | ------------ | ---- | ------------ | ---- | ---------- |
| F20    | 1.54   | AUS  | Lisa Llorens | JPN  | Kazumi Sakai | EST  | Sirly Tiik |

### Speerwerpen
| Klasse | Afstand | Punten | land | Goud              | land | Zilver            | land | Brons                |
| ------ | ------- | ------ | ---- | ----------------- | ---- | ----------------- | ---- | -------------------- |
| F20    | 39.77   |        | EST  | Sirly Tiik        | AUS  | Norman Koplick    | ESP  | Susana Echeverria    |
| F37    | 20.19   |        | RSA  | Christelle Bosker | GBR  | Pauline Latto     | ARG  | Claudia Rut Vignatti |
| F44    | 37.56   |        | CHN  | Juan Yao          | AUT  | Andrea Scherney   | RUS  | Tatiana Mezinova     |
| F46    | 37.37   |        | RUS  | Natalia Goudkova  | CHN  | Hong Ping Wu      | GER  | Jessica Sachse       |
| F52-54 | 14.78   | 1287   | RSA  | Zanele Situ       | CZE  | Martina Kniezkova | MEX  | Dora Garcia          |
| F58    | 25.54   |        | NGR  | Edith Nzuruike    | KEN  | Mary Nakhumicha   | EGY  | Zakia Abdin          |

### Verspringen
| Klasse | Afstand | land | Goud                  | land | Zilver            | land | Brons                |
| ------ | ------- | ---- | --------------------- | ---- | ----------------- | ---- | -------------------- |
| F12    | 5.22    | ESP  | Rosalia Lazaro        | BLR  | Aksana Sivitskaya | BLR  | Volha Shuliakouskaya |
| F20    | 5.43    | AUS  | Lisa Llorens          | HKG  | Ka Yan Tsang      | HUN  | Maria Orsos          |
| F46    | 5.55    | GER  | Catherine Bader-Bille | BLR  | Iryna Leantsiuk   | CHN  | Haiying Xiao         |

### Marathon
| Klasse | tijd    | land | Goud          | land | Zilver        | land | Brons           |
| ------ | ------- | ---- | ------------- | ---- | ------------- | ---- | --------------- |
| T54    | 1:49:35 | USA  | Jean Driscoll | JPN  | Kazu Hatanaka | JPN  | Wakako Tsuchida |

### Vijfkamp
| Klasse | Punten | land | Goud          | land | Zilver          | land | Brons           |
| ------ | ------ | ---- | ------------- | ---- | --------------- | ---- | --------------- |
| P13    | 2882   | RUS  | Olga Semenova | CAN  | Courtney Knight | IRL  | Catherine Walsh |

### Kogelstoten
| Klasse | Afstand | Punten | land | Goud                    | land | Zilver           | land | Brons             |
| ------ | ------- | ------ | ---- | ----------------------- | ---- | ---------------- | ---- | ----------------- |
| F12    | 11.83   |        | AUS  | Jodi Willis-Roberts     | CHN  | Hong Yan Xu      | GER  | Siena Christen    |
| F20    | 12.69   |        | POL  | Ewa Durska              | POL  | Joanna Gad       | EST  | Sirly Tiik        |
| F33-34 | 5.21    | 1256   | FIN  | Tiina Ala-Aho           | RSA  | Tanya Swanepoel  | USA  | Laura Ann Terry   |
| F37    | 8.57    |        | AUS  | Joanne Bradshaw         | GER  | Simona Kegel     | RSA  | Christelle Bosker |
| F44    | 10.16   |        | GER  | Michaela Daamen         | AUT  | Andrea Scherney  | RUS  | Tatiana Mezinova  |
| F46    | 11.93   |        | GER  | Britta Jaenicke         | CHN  | Hong Ping Wu     | USA  | Jennifer Barrett  |
| F52-54 | 6.28    | 1222   | GBR  | Sally Reddin            | MEX  | Dora Garcia      | AUT  | Evelyn Schmied    |
| F55    | 8.96    |        | GER  | Marianne Buggenhagen    | AUS  | Lynda Holt       | SLO  | Dragica Lapornik  |
| F57    | 7.85    |        | BUL  | Ivanka Koleva           | GER  | Martina Willing  | KEN  | Mary Nakhumicha   |
| F58    | 9.00    |        | BRA  | Roseane Santos Ferreira | TUN  | Khadija Jaballah | EGY  | Mervat Omar       |

Atletiek · Bankdrukken · Basketbal · Boogschieten · Boccia · CP-voetbal · Goalball · Judo · Paardensport · Rugby · Schermen · Schietsport · Tafeltennis · Tennis · Volleybal · Wielersport · Zeilen · Zwemmen
Rome 1960 ·
Tokio 1964 ·
Tel Aviv 1968 ·
Heidelberg 1972 ·
Toronto 1976 ·
Arnhem 1980 ·
New York & Stoke Mandeville 1984 ·
Seoel 1988 ·
Barcelona 1992 ·
Atlanta 1996 ·
Sydney 2000 ·
Athene 2004 ·
Peking 2008 ·
Londen 2012 ·
Rio de Janeiro 2016 ·
Tokio 2020 ·
Parijs 2024 ·
Los Angeles 2028